# Monumento funerario a Sir John Hawkwood
El Monumento Ecuestre a Sir John Hawkwood es un fresco de Paolo Uccello, en conmemoración al condotiero inglés John Hawkwood, encargado en 1436 por la Catedral de Santa María del Fiore de Florencia. El fresco es el trabajo más antiguo que se puede adjudicar a Uccello, desde el conocimiento relativo de su carrera comparando los períodos previos a esta creación y a los posteriores. El fresco fue restaurado (una vez por Lorenzo di Credi, quién añadió el marco). La importancia del fresco reside en que es un importante ejemplo del arte conmemorativo al soldado mercenario en la Península italiana y es un trabajo seminal en el desarrollo de la perspectiva en el arte.
El fresco suele ser citado como una forma de "propaganda florentina" por la apropiación de soldados extranjeros como héroes florentinos. Esto implicó la promesa de los otros condotieros a conseguir un potencial premio por servir a Florencia. El fresco también ha sido interpretado como un producto de competición interna política entre los Albizzi y los Médici, familias del Renacimiento florentino.

## John Hawkwood
Hawkwood tuvo una larga carrera militar y una complicada relación con los florentinos. Luchó por Inglaterra en la Guerra de los Cien Años y más tarde en la "Gran Compañía" que hostigó al Papado de Aviñón. Tras tomar el mando de la "Compañía Blanca" (o "Gran Compañía") después de que la dirigiera Albert Sterz en la década de 1360, cruzaron los Alpes para luchar como mercenarios de Juan II de Montferrato, que mantenía una guerra con la ciudad de Milán.